# Alsophylax szczerbaki
Espèce
Synonymes
- Alsophylax loricatus szczerbaki 
Golubev & Sattarov, 1979

Statut de conservation UICN

 VU A2abc : Vulnérable
Alsophylax szczerbaki est une espèce de geckos de la famille des Gekkonidae.

## Répartition
Cette espèce est endémique du Turkménistan.

## Étymologie
Cette espèce est nommée en l'honneur de Mykola Mykolaĭovytch Chtcherbak (d) (1927-1998), directeur de thèse de Mikhaïl Leonidovitch Goloubev (d).

## Publication originale
- Golubev & Sattarov, 1979 : « On subspecies of Alsophylax loricatus Strauch, 1887 (Reptilia, Sauria, Gekkonidae) ». Vestnik Zoologii, vol. 1979, n. 5, pp. 18-24.